# Make Them Suffer
Make Them Suffer ist eine 2008 gegründete australische Deathcore-Band aus Perth.

## Geschichte
Make Them Suffer  wurde 2008 in Perth gegründet. Am 27. September 2010 veröffentlichte die Band ihre erste EP Lord of Woe im Eigenvertrieb. Ein Jahr später tourte die Band unter anderen mit War from a Harlots Mouth und Thy Art Is Murder durch Australien bei der Soldiers of Immortallity Tour.
Im Februar 2012 unterschrieb die Band bei Roadrunner Records und veröffentlichten im Mai desselben Jahres ihr Debütalbum Neverbloom. Sie veröffentlichten am 12. Mai 2014 eine Single mit dem Titel Let Me In.
Am 29. Mai 2015 veröffentlichte Make Them Suffer ihr zweites Album Old Souls. Das Album erreichte Platz 30 der australischen Charts. Es handelt sich um ein Konzeptalbum, das vom Kampf eines Protagonisten mit seinen inneren Dämonen handelt. Der Protagonist ist durch Krieg und Verluste gezeichnet. Die Geschichte wird auf dem Album rückwärts erzählt.
Die Band unterzeichnete im Januar 2016 bei Rise Records. Im selben Jahr veröffentlichten sie eine neue Single mit dem Titel Ether.
Am 7. Juni 2017 veröffentlichte die Band die Single Fireworks und kündigte ihr drittes Album Worlds Apart an, das im Juli desselben Jahres veröffentlicht wurde. Das Album ist als hintergründiges Konzeptalbum angelegt, in dem es um eine klassische Liebesgeschichte in einem Paralleluniversum, das an die 1990er Jahre erinnert, geht. Das Album erreichte Platz 29 der Charts in Australien. Die Band tourte im Anschluss mit Architects und Stray from the Path sowie auf der Never-Say-Die-Tour mit Bands wie Carnifex, Thy Art Is Murder und Whitechapel.
Am 9. Juni 2017 wurde bekannt, dass Chris Arias-Real, Lachlan Monty und Louisa Burton nicht mehr in der Band aktiv waren. Jaya Jeffery wurde als neuer Bassist und Booka Nile als neue Keyboarderin und Sängerin angekündigt.
Die Band vollendete 2017 eine Headliner-Welttournee zur Unterstützung ihres Worlds Apart Albums zusammen mit den Bands Wage War, Enterprise Earth, Novelists, Spite und Alpha Wolf. Am 24. Juli 2018 wurde eine neue Single mit dem Titel 27 veröffentlicht. Am 7. Juni 2019 wurde die Single Hollowed Heart veröffentlicht.
Am 13. Oktober 2022 veröffentlichte Make Them Suffer die Single Doomswitch. Mit dieser Single hat die Band offiziell das neue Mitglied Alex Reade vorgestellt.

## Musikstil
Gerade zu Beginn handelte es sich bei Make Them Suffer um eine typische Deathcore-Band, die Einflüsse aus dem Extreme Metal, insbesondere dem Black Metal, mit Metalcore-typischen Blastbeats und Breakdowns verband. Ab dem zweiten Album Old Souls wurde eher Wert auf Grooves und Emotionalität als auf musikalische Härte gelegt. Dazu kamen an den Symphonic Metal angelehnte Keyboard- und Synthesizer-Passagen. Die neueren Alben sind mehr von progressiven Alternative-Rock-Bands wie Deftones und My Bloody Valentine beeinflusst, als die früheren Metalcore-lastigen Alben.

## Diskografie

### Alben
- 2012: Neverbloom
- 2015: Old Souls
- 2017: Worlds Apart
- 2020: How to Survive a Funeral
- 2024: Make Them Suffer

### EPs
- 2010: Lord of Woe

### Demos
- 2009: Make Them Suffer

### Singles
- 2010: Weeping Wastelands
- 2012: Neverbloom
- 2012: Widower
- 2013: Elegies
- 2014: Let Me In
- 2015: Requiem
- 2015: Blood Moon
- 2015: Threads
- 2016: Ether
- 2017: Fireworks
- 2018: 27
- 2019: Hollowed Heart
- 2020: Erase Me
- 2021: Contraband (feat. Courtney LaPlante)
- 2022: Doomswitch
- 2023: Ghost of Me